# Nika Gagnidze
Nika Gagnidze (en georgià: ნიკა გაგნიძე; nascut a Gori el 20 de març de 2001) és un futbolista georgià que juga de migcampista al Kolos Kovalivka de la Premier League ucraïnesa i a la selecció de Geòrgia.

## Trajectòria
Gagnidze va començar com a juvenil del Dila Gori als 16 anys, i el 2018 va començar a anar convocat amb al primer. El 3 d'abril de 2019 va debutar amb el primer equip al partit de l'Erovnuli Liga, que va perdre per 2-1 contra el Saburtalo Tbilisi. El seu gran rendiment va ser reconegut durant la temporada 2021 quan va ser nomenat millor jugador de quarta volta de la lliga, que comprenia els últims nou partits, i seleccionat també entre els onze millors jugadors de la lliga.
El 15 de març de 2022, va ampliar el seu contracte amb el Dila. El 20 de juliol de 2022, Gagnidze va ser cedit a l'Ümraniyespor, que havia ascendit recentment a la Süper Lig. Va debutar professionalment amb l'Ümraniyespor en una derrota per 1-0 a la Süper Lig contra l'Antalyaspor el 14 d'agost de 2022.
El desembre de 2022, Gagnidze va tornar al Dila Gori com a capità de l'equip.
L'abril de 2024, l'Erovnuli Liga va nomenar Gagnidze el millor jugador de la primera part de la temporada, en què va marcar un gol i va fer cinc assistències.
L'11 de juliol de 2024, el club ucraïnès Kolos va anunciar el fitxatge de Gagnidze.

## Selecció georgiana
Gagnidze va ser internacional amb les seleccions sub-19 i sub-21 de Geòrgia. Com a membre de la selecció sub-21, va ser convocat per al Campionat d'Europa de la UEFA 2023.
El juny de 2025, Gagnidze va ser convocat amb la selecció nacional per a un partit amistós contra les Illes Fèroe. Va jugar el partit sencer.

## Estadístiques

### Clubs
| Club                 | País    | Any       | Partits | Gols |
| -------------------- | ------- | --------- | ------- | ---- |
| FC Dila Gori         | Geòrgia | 2018-2024 | 124     | 21   |
| Ümraniyespor (cedit) | Turquia | 2022-2023 | 3       | 0    |
| Kolos Kovalivka      | Ucraïna | 2024-     | 23      | 2    |

Actualitzat a 24 de maig de 2025

### Selecció
| Selecció | Any   | Partits | Gols |
| -------- | ----- | ------- | ---- |
| Georgia  | 2025  | 2       | 0    |
| Total    | Total | 2       | 0    |

Actualitzat a 11 de juny de 2025

## Palmarès

#### Individual
Membre de l'equip de la temporada de l'Erovnuli Liga 2021